# هندریک پتروش برلاخه
هندریک پتروش برلاخه (انگلیسی: Hendrik Petrus Berlage؛ ۲۱ فوریهٔ ۱۸۵۶ – ۱۲ اوت ۱۹۳۴) معمار اهل هلند بود.